# Sigela
Sigela é um gênero de traça pertencente à família Arctiidae.

## Espécies
- Sigela basipunctaria
- Sigela brauneata
- Sigela eoides
- Sigela holopolia
- Sigela leucozona
- Sigela mathetes
- Sigela ormensis
- Sigela penumbrata
- Sigela sodis